# Horní Smržov
Horní Smržov (in tedesco Ober Smerschow) è un comune della Repubblica Ceca facente parte del distretto di Blansko, in Moravia Meridionale.